# سنگ سفید (شازند)
سنگ سفید روستایی در دهستان نهرمیان بخش زالیان شهرستان شازند استان مرکزی ایران است.

## جمعیت
بر پایه سرشماری عمومی نفوس و مسکن در سال ۱۳۹۵ جمعیت این روستا ۳۹۵ نفر (۱۲۹خانوار) بوده‌است.